# Otto Ribbeck
Otto Ribbeck (Erfurt, 1827. július 23. vagy 1827. július 25. – Lipcse, 1898. július 18.) német filológus. Művei többnyire a latin költészet kritikáira és klasszikus jellemrajzokra korlátozódnak.

## Élete
A berlini Frigyes Vilmos Egyetemen végezte felsőfokú tanulmámyait, ahol  Karl Lachmann, Franz Bopp és August Böckh mellett tanult, majd onnan a Bonnba ment, ahol Friedrich Gottlieb Welcker és Friedrich Ritschl filozófiai rendszerét tanulmányozta. Miután Berlinben megszerezte diplomáját egy évig Olaszországban tartózkodott, 1853-ban visszatért Berlinbe, ahol August Böckh iskolájában tanított. Ezután Elberfeldben és Bernben kapott katedrát. Miután professzori kinevezést kapott a Kieli Egyetemen és a Heidelbergi Egyetemen, Ritschl utódja lett a klasszikus filológia tanszéken a Lipcsei Egyetemen, ahol meghalt. 1887/88-ban az egyetem rektora volt.
A szentpétervári Orosz Tudományos Akadémia 1893-ban levelező tagjává fogadta.
Sokoldalú, szellemes tudós, akit modern műveltség és ízléses előadás is jellemeznek; a szövegkritika nagymesterének tartották. 

## Munkássága
Ribbeck több, a római költőkről és költészetről szóló alapmű szerzője volt, amelyek közül a legfontosabbak a következők: Geschichte der römischen Dichtung ("A római költészet története", 2. kiadás, 1894-1900); Die römische Tragodie im Zeitalter der Republik ("A római tragédia a köztársaság idején", 1875); Scaenicae Romanorum Poesis Fragmenta, beleértve a tragikus és komikus töredékeket (3. kiadás, 1897).
Szövegkritikusként jelentős meggondolatlanság jellemezte, és soha nem habozott megváltoztatni, átrendezni vagy hamisítványként elutasítani azt, ami nem felelt meg az ő mércéjének. Ezek a tendenciák szembetűnően megmutatkoznak Horatius Episztoláinak és Ars Poeticájának (1869), Juvenális szatíráinak (1859) kiadásában és a Der echte und unechte Juvenal ("Valódi és hamisított Juvenaális", 1865) című kiegészítő esszéjében. A későbbi években azonban sokkal konzervatívabbá vált.
Vergilius kiadása (Vergilii Opera, prolegomena és kritikai jegyzetekkel, 5 kötet, 1859-69; 2. kiadás, 1894-1895), bár csak kritikai jellegű, nagy hatású  mű, különösen a prolegomena Ritschl életrajza (1879-1881) a maga nemében az egyik legjobb munka. Ritschl hatása látható Ribbeck Plautus Miles gloriosusának kritikai kiadásában, valamint Beiträge zur Lehre von den lateinischen Partikeln ("Hozzájárulások a latin partikulák tanításához") című, igen ígéretes munkájában. Több művét Reden und Vorträge című művét halála után adták ki (Lipcse, 1899). Nagy érdeklődést tanúsított a monumentális Thesaurus Linguae Latinae iránt, és főként az ő erőfeszítéseinek köszönhető, hogy a szász kormányt rávették, hogy jelentős támogatással segítse annak elkészítését. Klasszikus jellemrajzai (amelyek a Rheinische Museumban jelentek meg, amelynek 1876-ban szerkesztője lett). 

## Fő művei
- Sccenicae Romanorum poesis fragmentav (2. kiad. 1871, 2 köt.);
- Die römische Tragoedie im zeitalter der Republik (1875);
- Nagy Vergilius-kiadása (1859-68, 5 köt.).

## Egyéb dolgozatai
- Juvenális-kiadása (1859)
- Der echte und der unechte Juvenal (1865)
- Horatius episztoláinak kiadása (1869)
- Beiträge zur Lehre von den latein. Partikeln (1869)
- a Plautus-féle Miles gloriosus kiadása (1881)
- Alazon, ein Beitrag zur antiken Ethologie (1882)
- Kolax, eine ethologische Studie (1883)
- Agroikos (1885)

Számos kisebb tanulmányt is írt, főleg az általa szerkesztett Rheinisches Museumban. Kitűnő munka Ritschl-életrajza (1879-81, 2 köt.).

## Magyarul
- A római költészet története, 1-3.;  ford. Csiky Gergely; Akadémia, Bp., 1891–1893 (A Magyar Tudományos Akadémia Könyvkiadó Vállalata. U. F.)

## Fordítás
Ez a szócikk részben vagy egészben  az   Otto Ribbeck című angol Wikipédia-szócikk ezen változatának fordításán alapul.  Az eredeti cikk szerkesztőit annak laptörténete sorolja fel. Ez a jelzés csupán a megfogalmazás eredetét és a szerzői jogokat jelzi, nem szolgál a cikkben szereplő információk forrásmegjelöléseként.